# الکساندر بریل
الکساندر بریل (اوکراینی: Брыль Александр Александрович؛ زادهٔ ۱۹ سپتامبر ۱۹۸۸) بازیکن فوتبال اهل اوکراین است.